# Neuhausen am Rheinfall
Neuhausen am Rheinfall je město v kantonu Schaffhausen v německy mluvící části Švýcarska. Žije zde přibližně 11 tisíc obyvatel.
Město je známé Rýnskými vodopády, které jsou turistickou atrakcí a největšími vodopády Evropy.

## Geografie

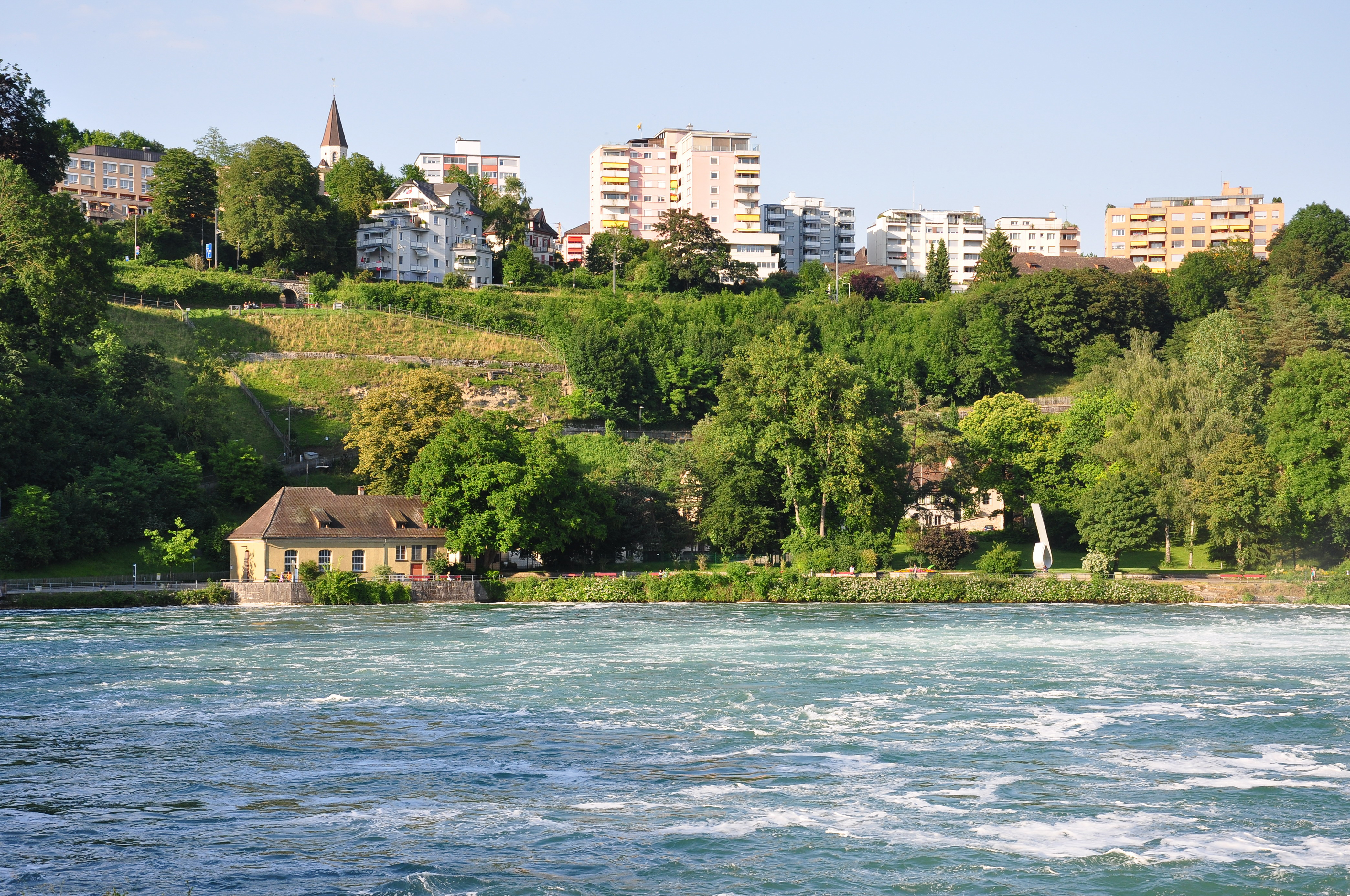
Pohled na Neuhausen; dole řeka Rýn těsně za Rýnskými vodopády

Město je situováno přímo na hranici s Německem při hraničním přechodu s německou obcí Jestetten.
Neuhausen je známý turistickou atrakcí Rýnské vodopády, o kterou se dělí s obcí Laufen-Uhwiesen v sousedním kantonu Curych. Dalšími sousedními obcemi jsou Flurlingen, Feuerthalen, Schaffhausen, Beringen a německá obec Jestetten. Na jihu probíhá hranice mezi Německem a Švýcarskem.
Na severozápadě se nachází vysílač Neuhausen am Rheinfall (tzv. Engiwald). Několik set metrů jižně od něj se nachází 500 metrů vysoký Galgenbuck, kopec s panoramatickým výhledem.

## Historie

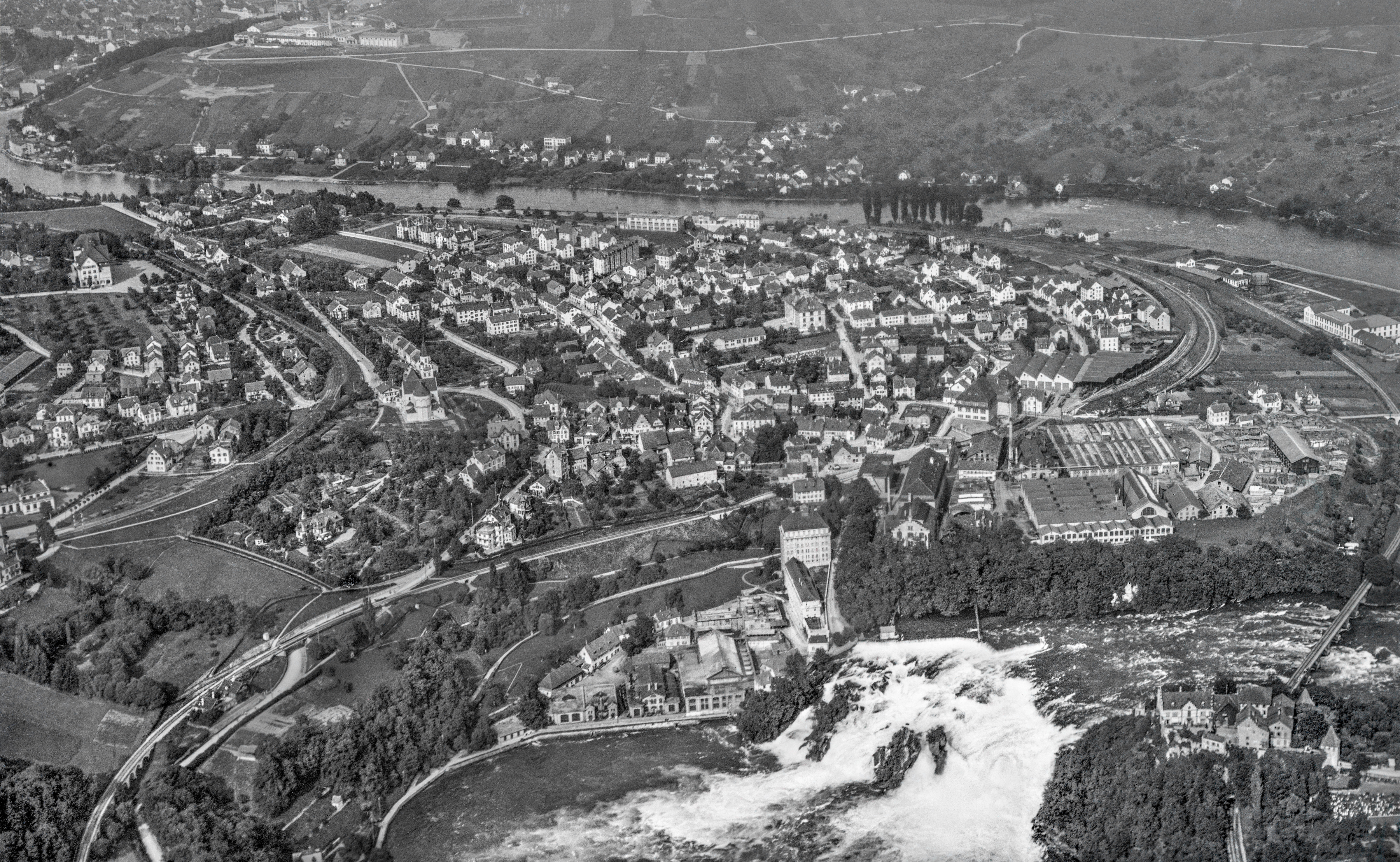
Letecký pohled (1919)

Využívání dopravních cest na území obce je doloženo archeologickými nálezy z období neolitu a 5. století. V římské době zde byla „překladiště u Rýnských vodopádů“. Od 7. století zde existovala vesnice. V prvních listinných pramenech se uvádí jako Niuhusen (900/910) a Niuwenhusin (1253). Od 12. století existovaly obilné mlýny a od roku 1404 zde byly místní kovárny železa.

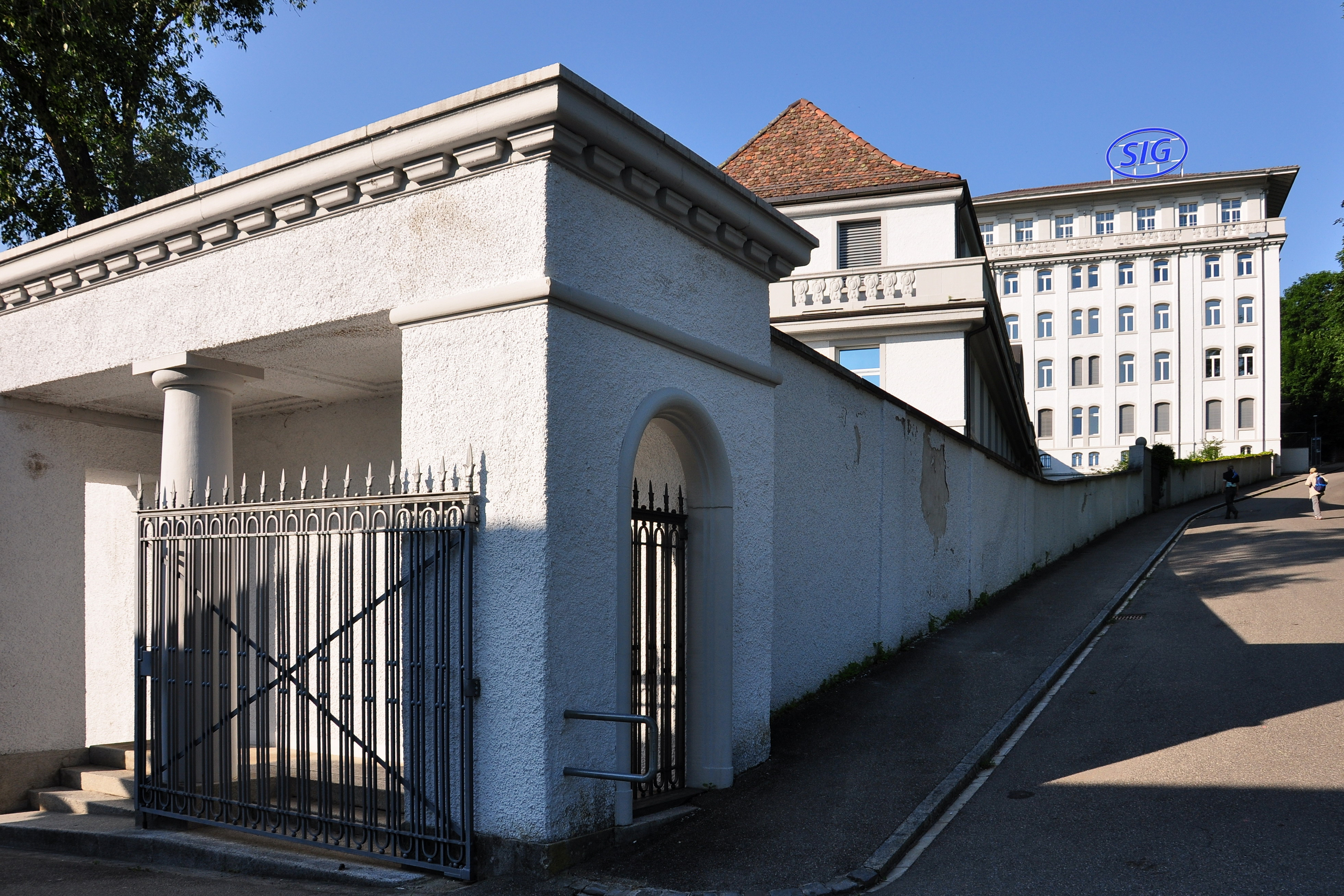
Budovy společnosti SIG

Na počátku 19. století bylo nejdůležitějším zdrojem obživy vinařství a charakter obce se udržel až do poloviny 19. století. V roce 1810 zahájil Johann Georg Neher industrializaci založením společnosti Neher'sche Eisenwerke. Hlavní roli v tomto procesu hrála vodní energie Rýna. Areál společnosti byl v roce 1888 pronajat společnosti Schweizerische Metallurgische Gesellschaft, která později jako první na světě začala vyrábět hliník metodou elektrolýzy roztaveného tavidla pod názvem Alusuisse. Železniční spojení v letech 1857 a 1863 zpočátku podpořilo turistický ruch i industrializaci. Železnice přivedla do Neuhausenu další průmyslové podniky, včetně společnosti Schweizerische Industrie-Gesellschaft (SIG), která byla založena v roce 1853 a zpočátku vyráběla železniční vagony a od roku 1864 zbraně. V roce 1889 zaměstnávalo pět největších továren 655 lidí, kteří vyráběli vagony, zbraně, keramiku, pletené zboží a hliník. Železnice přinesla k Rýnským vodopádům také denní turistiku, což vedlo ke krachu většiny z deseti hotelů až do první světové války. Po druhé světové válce nastala fáze rozmachu až do ropné krize v 70. letech 20. století. Poté byly velké podniky nuceny restrukturalizovat a omezit své kapacity, což mělo za následek i prudký pokles počtu obyvatel.
Samostatnou politickou obcí se Neuhausen stal až s novou kantonální ústavou z roku 1831. Obecní zastupitelstvo bylo zrušeno již v roce 1923 a byl zaveden obecní parlament jako rada obyvatel. Neuhausen byl klasickou dělnickou baštou. To se projevovalo levicovou většinou po celé 20. století a na počátku 21. století. Industrializace vedla brzy k urbanizaci; ta se projevila zavedením prvního tlakového vodovodu v kantonu v roce 1875, zřízením tramvajového spojení se Schaffhausenem v roce 1901 a výstavbou kantonální elektrárny v roce 1908. V důsledku bytové nouze po druhé světové válce byla založena družstevní bytová výstavba; bylo postaveno více než 300 bytů, částečně s podporou obce. Nejvyšší počet obyvatel byl zaznamenán v roce 1969, kdy zde žilo 12 251 obyvatel.

## Obyvatelstvo
| Vývoj počtu obyvatel | Vývoj počtu obyvatel | Vývoj počtu obyvatel | Vývoj počtu obyvatel | Vývoj počtu obyvatel | Vývoj počtu obyvatel | Vývoj počtu obyvatel | Vývoj počtu obyvatel | Vývoj počtu obyvatel |
| -------------------- | -------------------- | -------------------- | -------------------- | -------------------- | -------------------- | -------------------- | -------------------- | -------------------- |
| Rok                  | 1800                 | 1850                 | 1888                 | 1900                 | 1950                 | 1970                 | 2000                 |                      |
| Počet obyvatel       | 206                  | 922                  | 2023                 | 3905                 | 7969                 | 12 103               | 9959                 |                      |

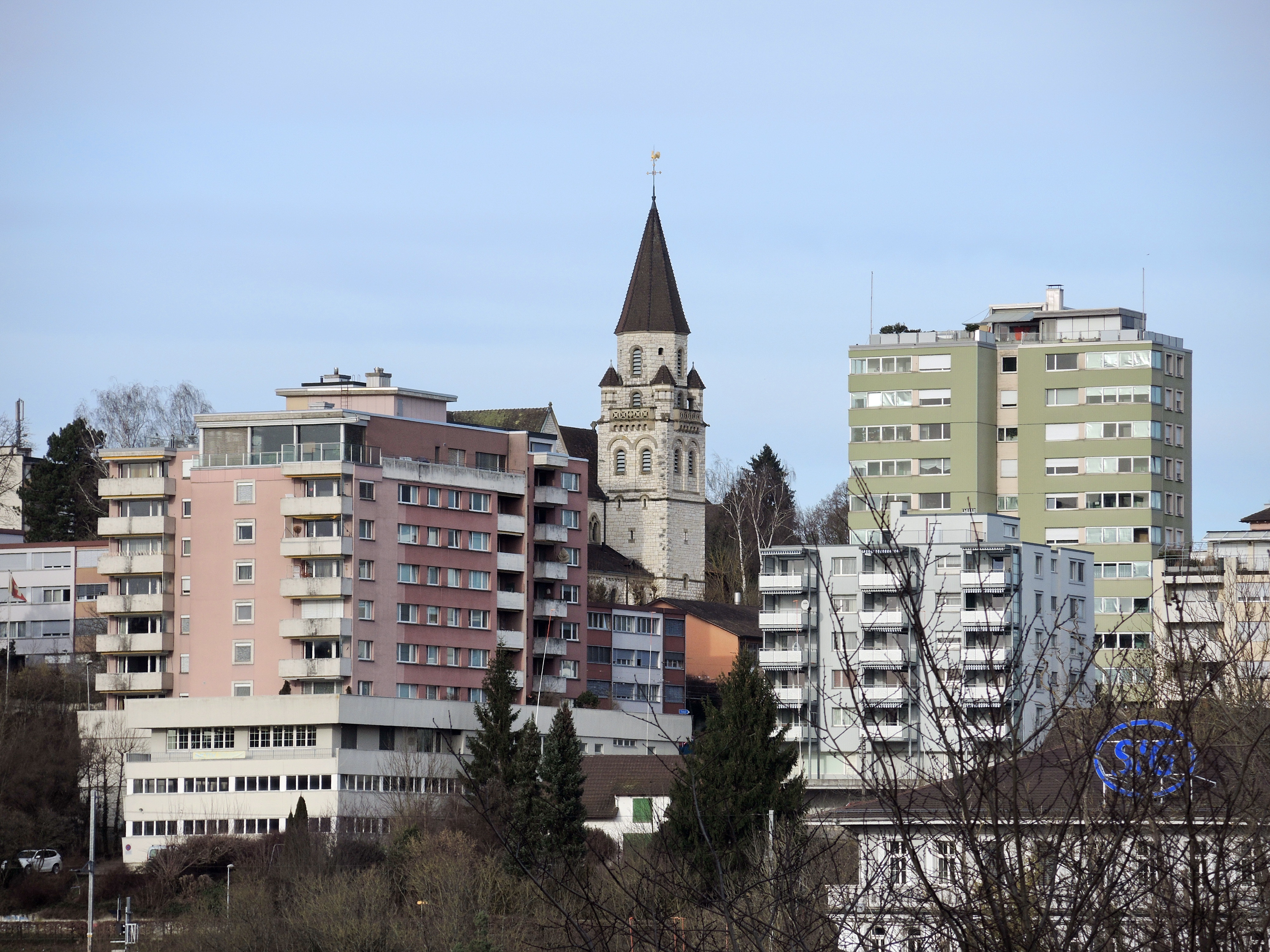
Centrum města

V roce 2008 žilo v obci 35,1 % cizích státních příslušníků. Podle údajů z roku 2000 mluvilo 81,2 % obyvatel německy.

## Hospodářství
K nejznámějším podnikům v Neuhausenu patří továrna na obvazový materiál IVF Hartmann, Schweizerische Industrie-Gesellschaft (SIG) a bývalá pobočka Alusuisse, která nyní patří do skupiny Alcan. Do roku 2014 měla v Neuhausenu své sídlo také mezinárodní bezpečnostní skupina Tyco International. Výroba zbraní má v Neuhausenu tradici, na kterou navázalo několik společností; od roku 1860 vyráběla v Neuhausenu továrna na výrobu vagónů, která byla v roce 1863 přejmenována na Schweizerische Industrie-Gesellschaft (SIG), ruční palné zbraně.

## Doprava

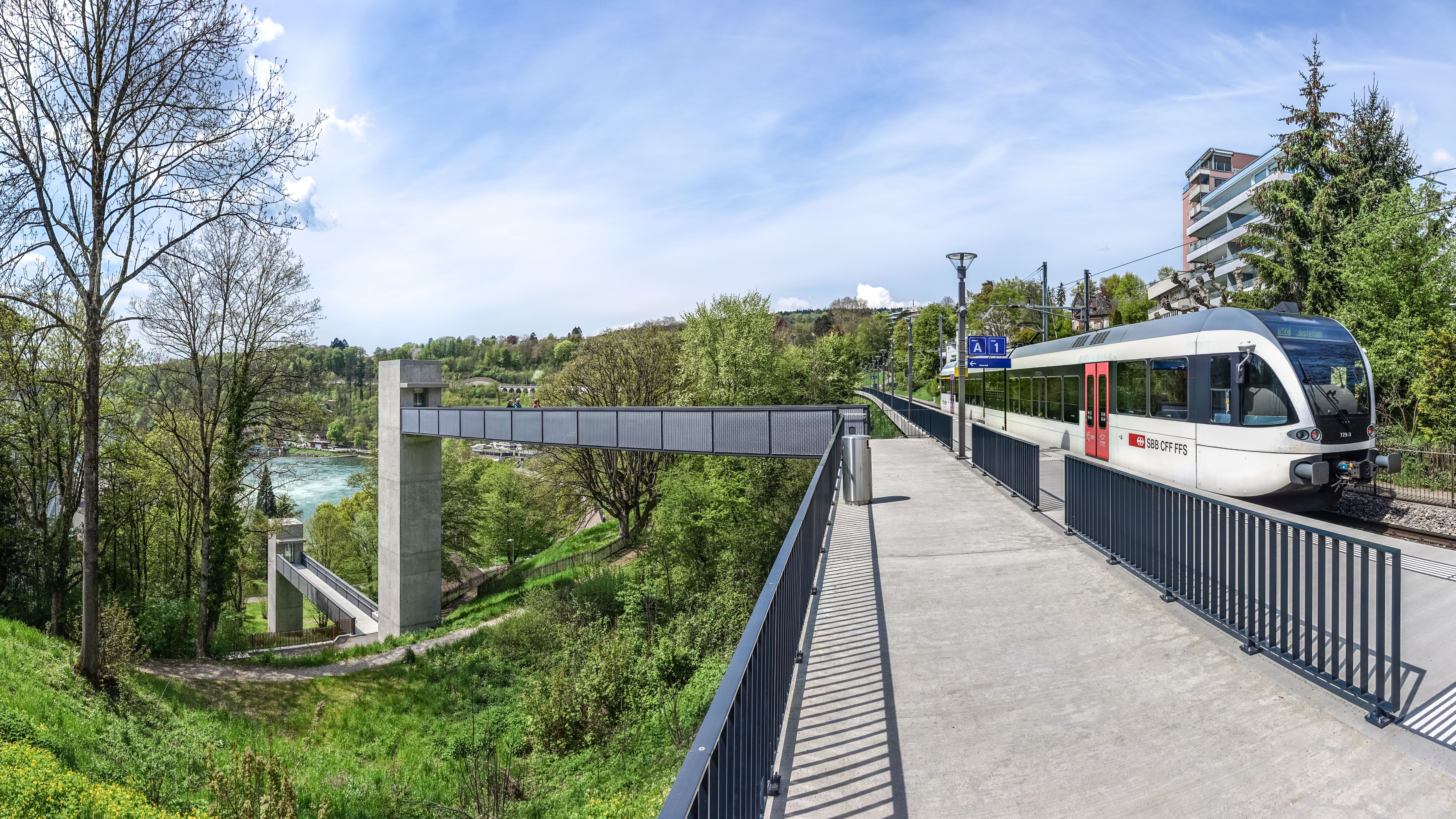
Železniční zastávka Neuhausen Rheinfall

Neuhausen má tři železniční stanice, z nichž stanice Neuhausen a Neuhausen Rheinfall se nacházejí na železničních tratích Winterthur–Schaffhausen a Eglisau–Neuhausen a jsou provozovány Švýcarskými spolkovými drahami (SBB), zatímco stanice Neuhausen Badischer Bahnhof se nachází na železnici Hochrheinbahn a jako součást německých železničních tratí na švýcarském území spadá pod Deutsche Bahn.
Od prosince 2019 je Neuhausen am Rheinfall objížděn tunelem Galgenbuck a napojen na dálniční křižovatku Schaffhausen Süd na dálnici A4. Přes tunel vedou hlavní silnice H4, H13 a H14.
Od roku 1968 jezdí na území Neuhausenu trolejbusová doprava, která nahradila tramvajovou trať Schaffhausen otevřenou v roce 1901. V letech 1905–1964 jezdila přes obec také tramvajová trať Schaffhausen–Schleitheim.
Od roku 1921 spojuje obec s Flurlingenem v kantonu Curych silniční most přes Rýn.

## Fotogalerie

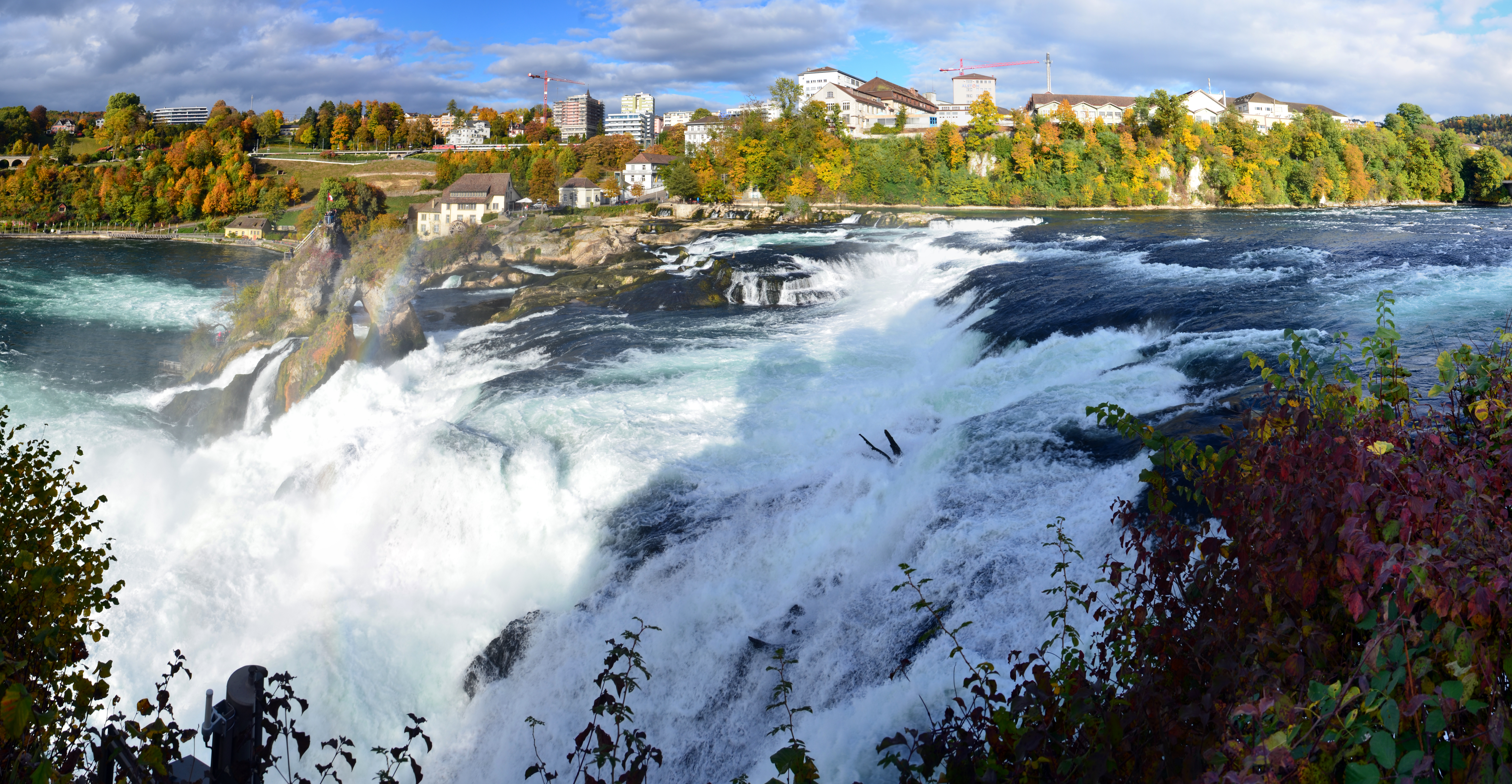
Rýnské vodopády
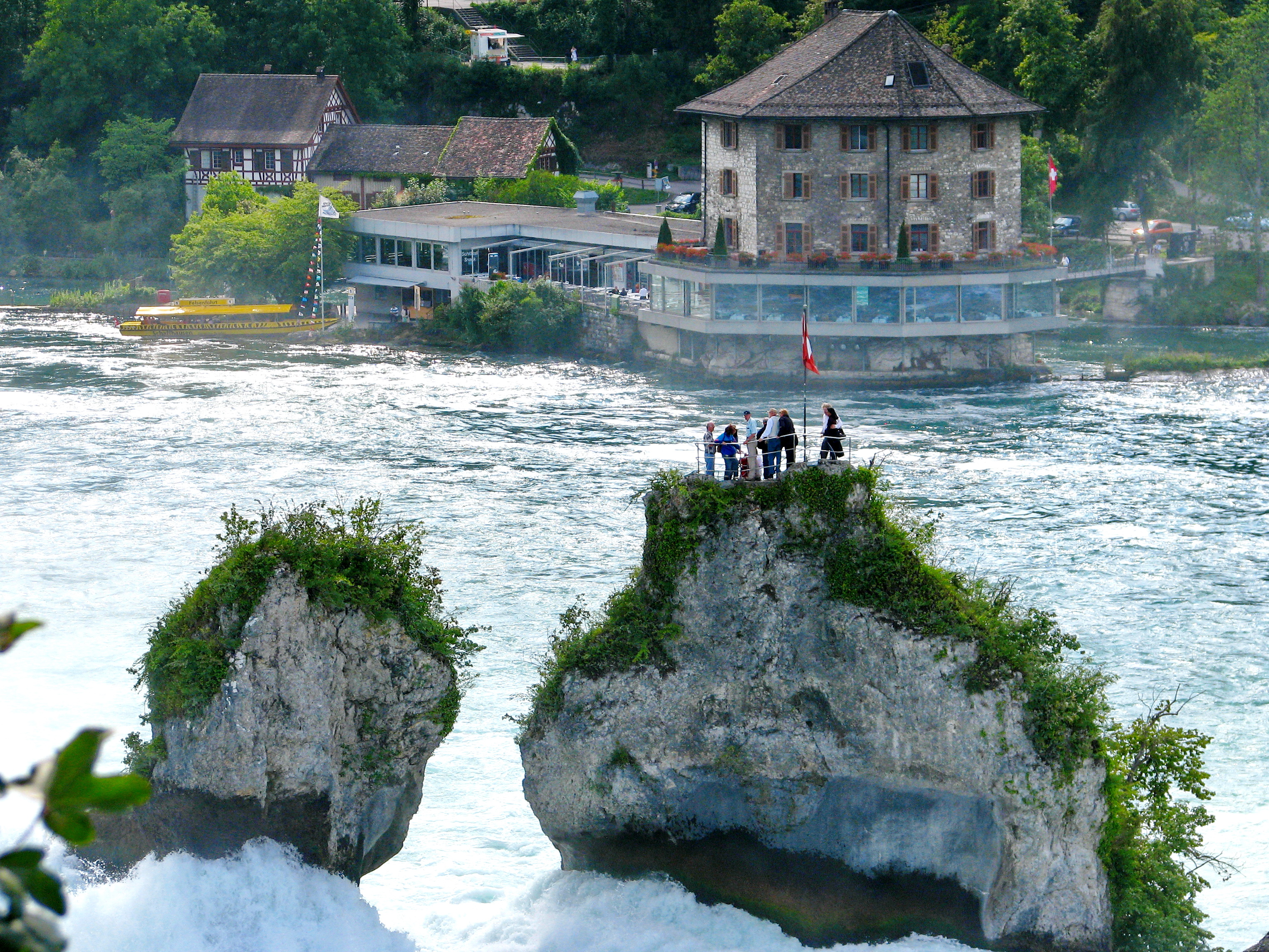
Zámek Wörth
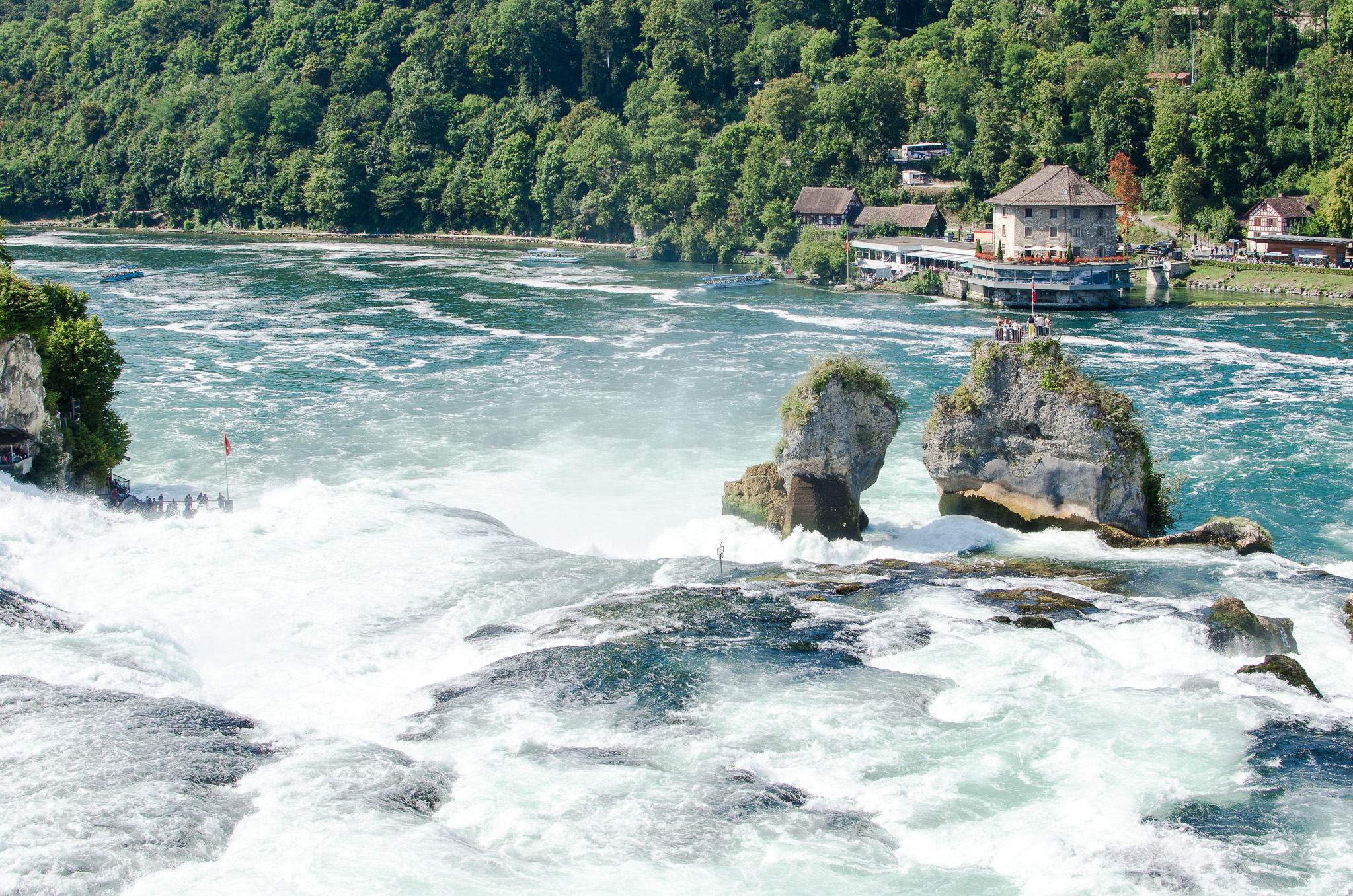
Rýnské vodopády a zámek Wörth
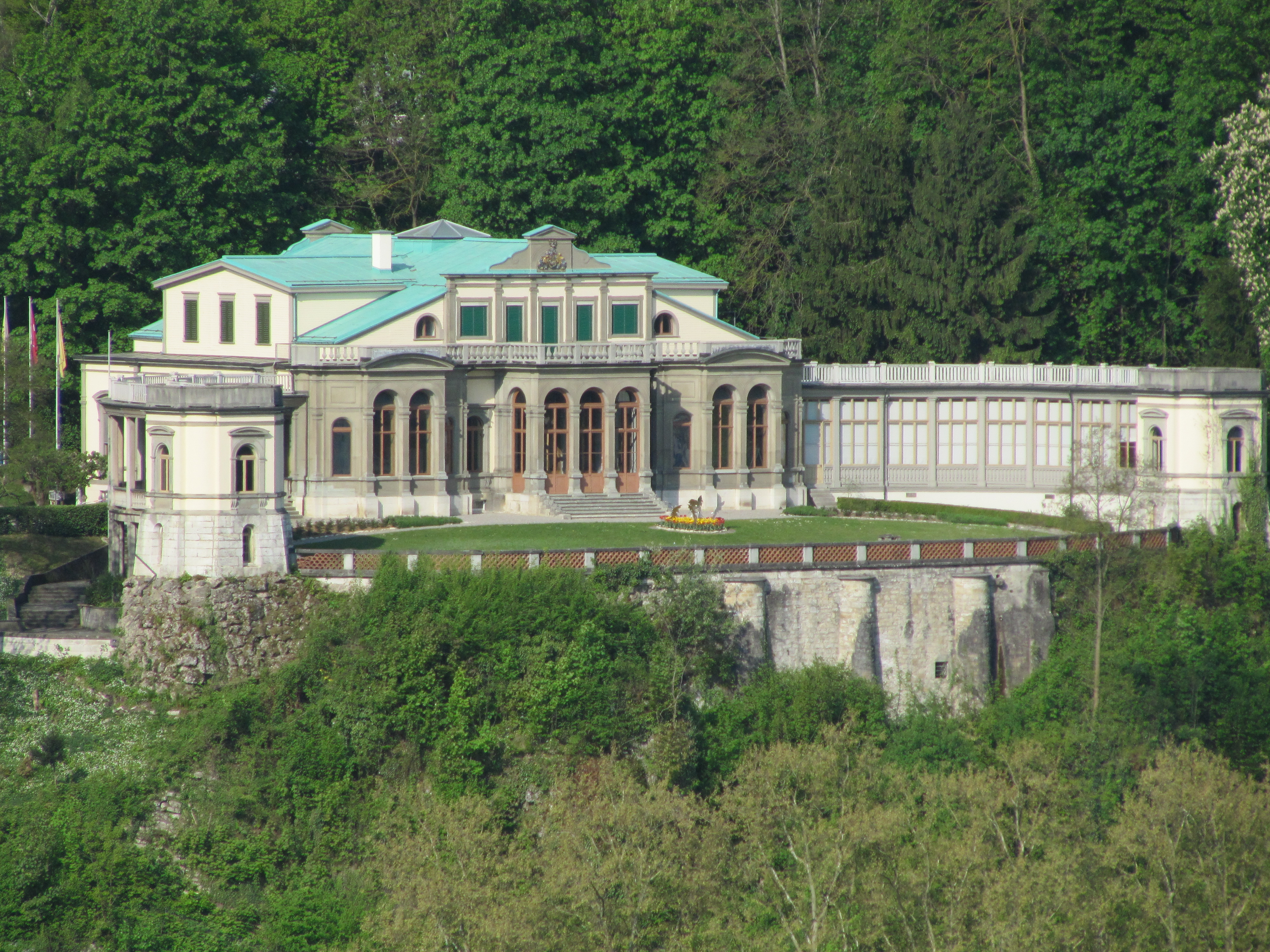
Villa Charlottenfels
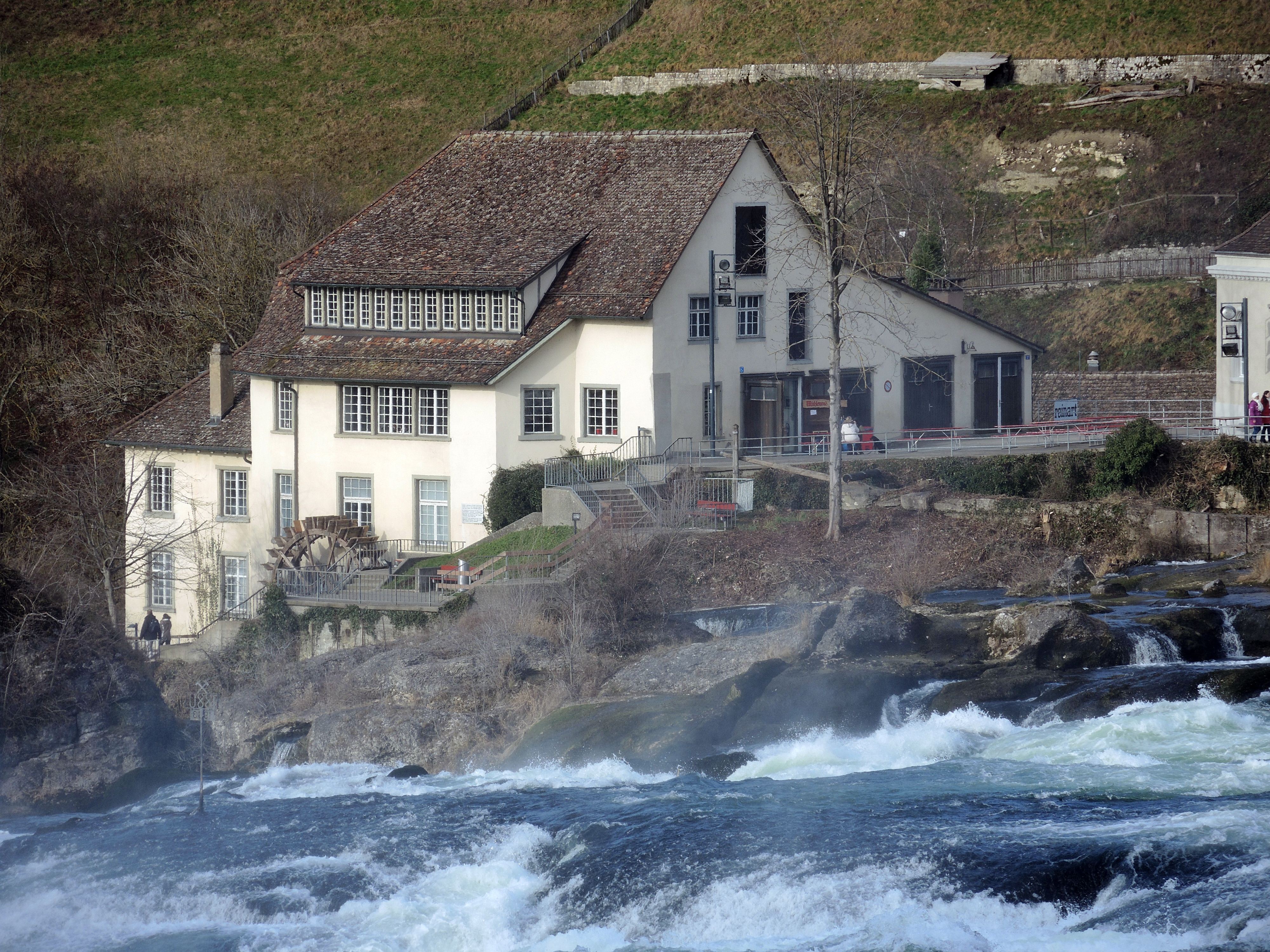
Mlýn u Laufenu
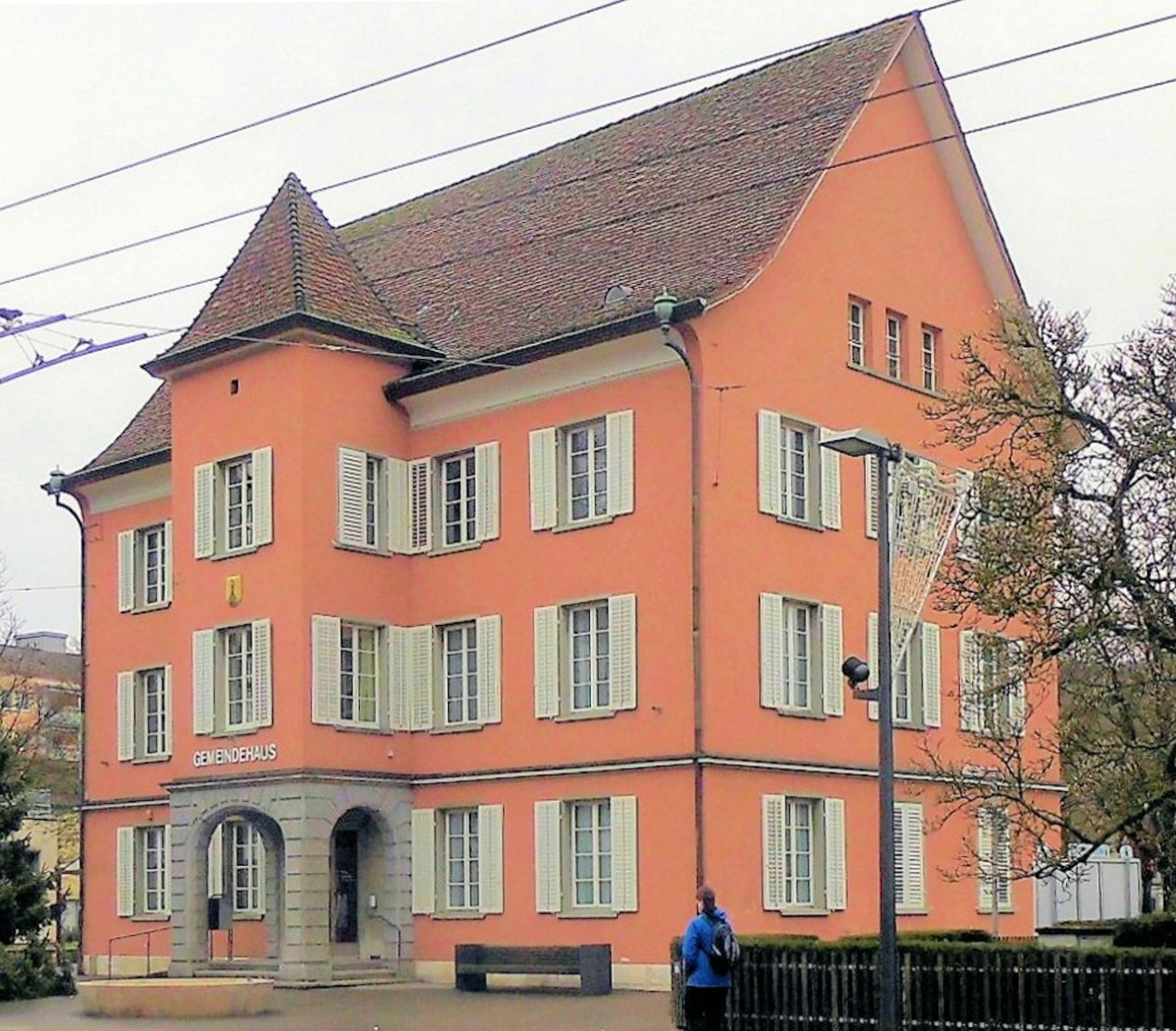
Obecní úřad